# Raquel Suárez González
Raquel Suárez González (Villafranca del Bierzo, León, España, 14 de septiembre de 1993) es una árbitra de fútbol española adscrita al Comité de Árbitros de Castilla y León. Debutó en la máxima categoría del fútbol femenino español en la temporada 2021‑22 y, tras militar en Primera Federación FUTFEM en 2024‑25, regresó a Liga F para la campaña 2025‑26.

## Trayectoria
Comenzó en el arbitraje en la 2013‑14 y fue ascendiendo por las categorías autonómicas y nacionales hasta alcanzar la entonces Primera Iberdrola en 2021, confirmada su promoción a finales de junio de ese año.
En la temporada 2024‑25 arbitró en Primera Federación FUTFEM y fue designada para la vuelta de la final del play‑off de ascenso entre el DUX Logroño y el CP Cacereño Femenino disputada el 25 de mayo de 2025.
El 1 de junio de 2025 ejerció como cuarta árbitra en el amistoso internacional femenino Portugal–España sub‑23 celebrado en Los Ángeles de San Rafael (Segovia). Anteriormente, ya había actuado como cuarta árbitra en un encuentro internacional absoluto en abril de 2024.

## Estadísticas
Partidos en competiciones estatales femeninas por temporada (liga):
| Temporada | Competición               | Partidos | Tarjetas (A/R) |
| --------- | ------------------------- | -------- | -------------- |
| 2021–22   | Liga F                    | 11       | 41 / 0         |
| 2022–23   | Liga F                    | 13       | 44 / 0         |
| 2023–24   | Liga F                    | 9        | 28 / 1         |
| 2024–25   | Primera Federación FUTFEM | 7        | 36 / 2         |

Fuente: BDFutbol (actualizado a 17/08/2025). Los totales pueden diferir según incluyan Copa y/o play‑off.